# TSV Winkelhaid
Der Turn- und Sportverein 1922 Winkelhaid e. V., kurz TSV Winkelhaid, ist ein Sportverein aus dem mittelfränkischen Winkelhaid im Landkreis Nürnberger Land.

## Geschichte
Der TSV Winkelhaid ist ein 1922 gegründeter Mehrspartenverein der neben Handball auch die Sportarten Fußball, Kegeln, Ballett, Gymnastik und Kickboxen anbietet.

### Handball
Die Frauenabteilung des TSV konnte mit der Teilnahme am DHB-Pokal ihren größten Erfolg feiern. 2005 gelang den Frauen und 2007 den Männern der Aufstieg in die Handball-Bayernliga.
Die TSV-Handballer nehmen aktuell mit einer Herrenmannschaft, zwei Damenteams und drei Nachwuchsmannschaften am Spielbetrieb des Bayerischen Handballverbandes (BHV) teil. Das erste Damenteam spielt 2022/23 in der viertklassigen Handball-Bayernliga und die erste Herrenmannschaft in der ostbayerischen Bezirksliga.

### Erfolge
| Frauen - DHB-Pokal Hauptrunde 2007 - Bayerischer Vizemeister 2014 - BHV-Pokalfinalist 2007 - Aufstieg in die Bayernliga (4. Liga) 2005, 2013, 2019 - Nordbayer. Landesligameister 2005, 2013, 2019 - Aufstieg in die Handball-Landesliga 2002 | Männer - Aufstieg in die Bayernliga (4. Liga) 2007, 2013 - Nordbayer. Landesliga-Vizemeister 2007, 2013 - Aufstieg in die Handball-Landesliga 2006 - Bayerischer Feldhandball-Meister 1979 - Aufstieg in die Feldhandball-Bayernliga 1976 - Aufstieg in die Feldhandball-Landesliga 1972 |  |

#### Spielerpersönlichkeiten
- Oleksandr Hladun (Nationalspieler)
- Csaba Szücs (Handballtrainer)
- Sabine Stockhorst